# Sybil Carmen
Carmen Regina Revnes (née Attkisson; 23 de diciembre de 1896 - 14 de abril de 1929) conocida profesionalmente como Sybil Carmen, fue una actriz, bailarina y chica Ziegfeld estadounidense.

## Primeros años
Sybil Carmen nació como Carmen Regina Attkisson el 23 de diciembre de 1896 en Parkersburg, Virginia Occidental, y se crio en Pittsburgh, Pensilvania, era hija de Russell Attkisson y Agnes Gertrude Attkisson (de soltera, Haggerty; 1875–1952). Tenía dos hermanos, Charles y Edgar, y una hermana, Dagmar. Se mudó a Nueva York cuando era joven para poder seguir una carrera como bailarina.

## Carrera

Sybil Carmen con su disfraz de "chica globo" para el Ziegfeld Midnight Frolic, en una publicación de 1916.

Carmen apareció en Broadway en dos producciones de Florenz Ziegfeld Jr. Fue una de las principales intérpretes del Ziegfeld Midnight Frolic en 1915 donde interpretó a una "chica globo", compartiendo cartel con The Dolly Sisters, Will Rogers, Eddie Cantor y Olive Thomas; y regresó como actriz principal en Ziegfeld Girls of 1920, en un cartel con Fanny Brice, W.C. Fields y Lillian Lorraine. En 1918 participó en un espectáculo de revista en la azotea del Century Grove. Actuó en dos películas mudas, A Romance of the Underworld (1918) y Experience (1921), ambas películas están perdidas.

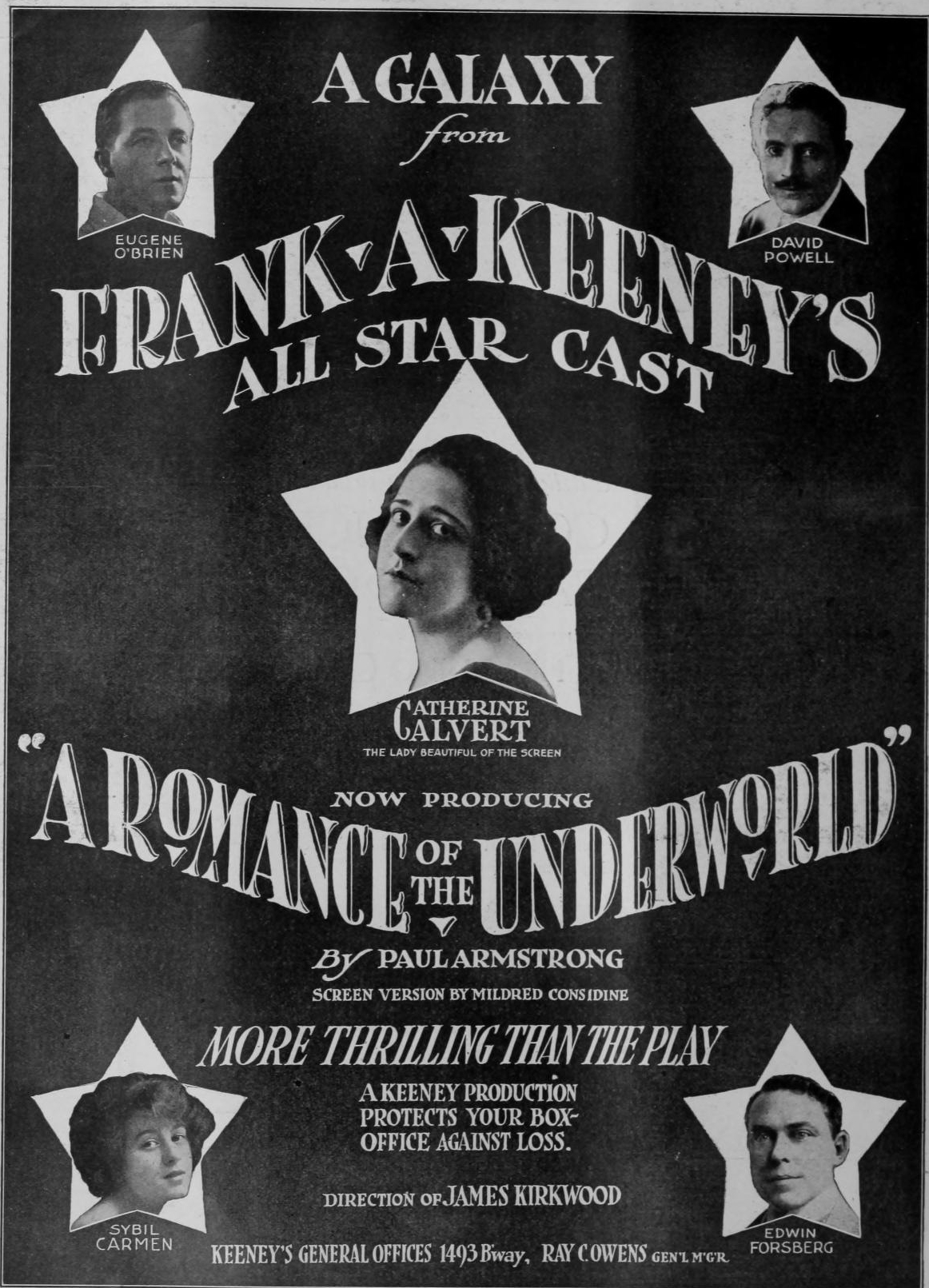
Cartel de Romance of the Underworld (1918); La fotografía de Sybil Carmen se encuentra en la estrella inferior izquierda.

## Vida personal
Sybil Carmen se casó con el escritor y ejecutivo cinematográfico Maurice Sydney Revnes el 8 de septiembre de 1919; en 1926 se mudaron a Francia donde representó a Pathé Studios. Tuvieron dos hijos, Richard (1923-1990) y Carmen (nacida en 1921). El 14 de abril de 1929 a las 7:30 PM, Sybil Carmen murió debido a una neumonía en el número 8 de la Rue Quentin-Bauchart en París. Fue incinerada el 20 de abril de 1929 y sus cenizas fueron esparcidas en la ciudad de Nueva York.